# Soréac
Soréac es una comuna francesa ubicada en la región de Mediodía-Pirineos, perteneciente al departamento de Altos Pirineos, en el distrito de Tarbes y el cantón de Pouyastruc. Forma parte de la Communauté de communes du Riou de Loulès, una estructura intercomunal que promueve la cooperación entre las comunas vecinas.

## Geografía
Soréac se encuentra en el suroeste de Francia, en la pintoresca región de Mediodía-Pirineos. La comuna se caracteriza por su paisaje montañoso, típico de la zona de los Pirineos, y está rodeada por varias otras comunas, lo que la convierte en un punto estratégico para explorar la belleza natural de esta parte de Francia.

## Demografía
Según el censo de 1999, Soréac tenía una población de 34 habitantes. [Aquí se puede añadir una evolución de la población a lo largo de los años, si se dispone de datos más recientes.]

## Administración
Soréac está gobernada por un ayuntamiento que se encarga de la administración local. La comuna forma parte de la Communauté de communes du Riou de Loulès, lo que facilita la colaboración en proyectos y servicios con comunas cercanas.